# LAB (band)
LAB is een Finse rockband afkomstig uit Helsinki, Finland. De band werd bekend door de single "Beat the Boys"  dat in 2002 als achtergrondmuziek werd gebruikt in het computerspel FlatOut. Inmiddels heeft LAB drie albums uitgebracht en is recent bezig met een vierde album.

## Geschiedenis
De  band werd in 1997 opgericht door 5 vrienden, waaronder een vrouw. Het eerste platenverdrag werd bij BMG- Records verkregen, die de singles Get Me A Name, Til You're Numb, Isn't He Beautiful, Killing Me en het album Porn Beautiful uitbracht.

## Bezetting
De band bestaat uit 5 leden. Zangeres Ana en gitarist Johannes zijn broer en zus van elkaar.
- Ana, Zang
- Pekka "Splendid" Laine, Gitaar
- Johannes, Gitaar
- Kirka, Basgitaar
- Masa, Drum

## Discografie

### Albums
- Porn Beautiful (2000)
- Devil Is a Girl (2002)
- Where Heaven Ends (2005)

### Singles
- Get Me a Name (1999)
- 'Til You're Numb (1999)
- Isn't He Beautiful (2000)
- Killing Me (2000)
- Beat the Boys (2002)
- Machine Girl (2003)
- When Heaven Gets Dirty (2005)
- Love Like Hell (2005)